# Bouray-sur-Juine
Pour les articles homonymes, voir Juine (homonymie).
Bouray-sur-Juine (prononcé [buʁɛ syʁ ʒyin] ) est une commune située dans l'Essonne (région Île-de-France, France), à 38 km au sud-ouest de Paris.
Ses habitants sont appelés les Bouraysiens.

## Géographie

### Situation

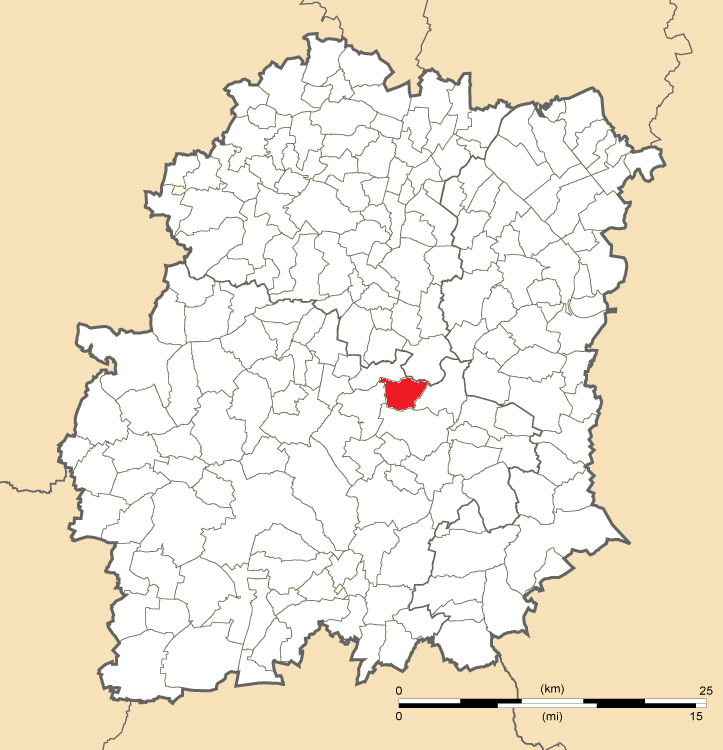
Position de Bouray-sur-Juine en Essonne.

Bouray-sur-Juine est située à trente-huit kilomètres au sud-ouest de Paris-Notre-Dame, point zéro des routes de France, seize kilomètres au sud-ouest d'Évry, quatorze kilomètres au nord-est d'Étampes, cinq kilomètres au nord-ouest de La Ferté-Alais, neuf kilomètres au sud-est d'Arpajon, quatorze kilomètres au sud-est de Montlhéry, seize kilomètres au sud-ouest de Corbeil-Essonnes, dix-huit kilomètres au sud-est de Milly-la-Forêt, vingt-et-un kilomètres au sud-est de Dourdan, vingt-deux kilomètres au sud-est de Palaiseau.
Son territoire longe la rivière Juine, et s'étale sur le plateau adjacent. Délimité par la rivière et la forêt, mais aussi par les champs agricoles, il abrite un petit village assez calme.

### Relief et géologie

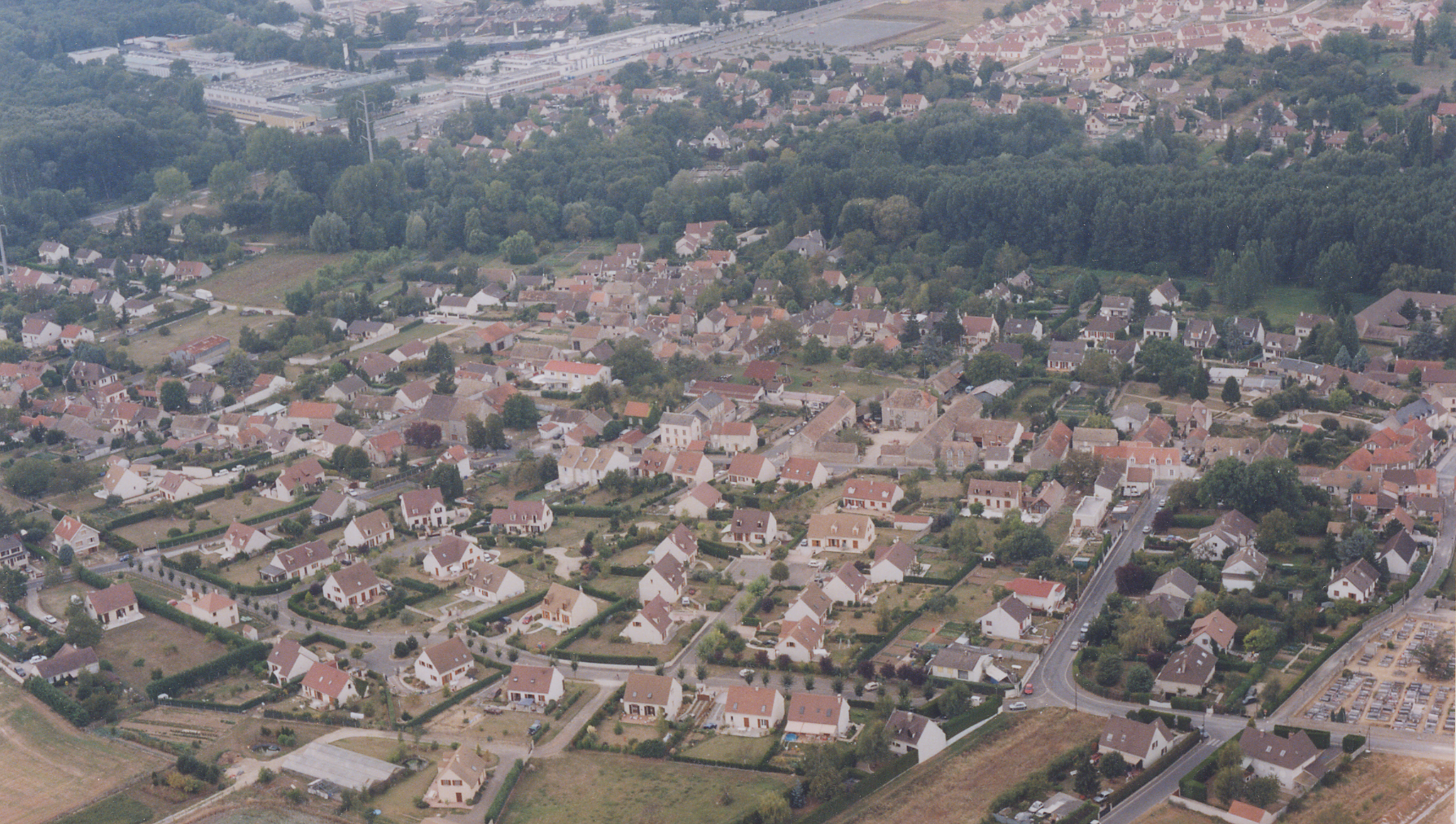
Bouray-sur-Juine vue d'avion.

Le point le plus bas de la commune est situé à cinquante-trois mètres d'altitude et le point culminant à cent trente-neuf mètres.

### Hydrographie
La commune est traversée par la rivière la Juine. Une station de mesure hydrométrique était implantée dans la commune.

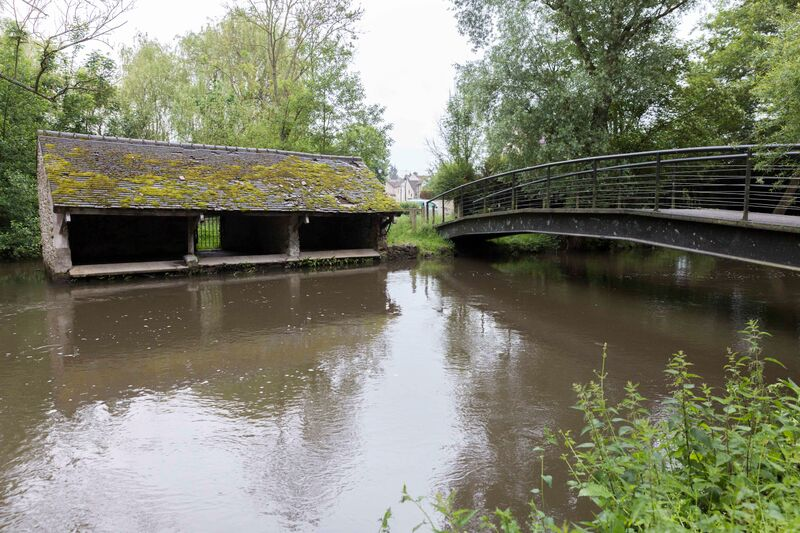
La Juine et le lavoir.
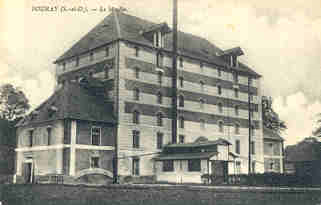
Le moulin de Bouray en 2016.

### Climat
Pour des articles plus généraux, voir Climat de l'Île-de-France et Climat de l'Essonne.
En 2010, le climat de la commune est de type climat océanique dégradé des plaines du Centre et du Nord, selon une étude du CNRS s'appuyant sur une série de données couvrant la période 1971-2000. En 2020, Météo-France publie une typologie des climats de la France métropolitaine dans laquelle la commune est exposée à un climat océanique altéré et est dans la région climatique Sud-ouest du bassin Parisien, caractérisée par une faible pluviométrie, notamment au printemps (120 à 150 mm) et un hiver froid (3,5 °C). 
Pour la période 1971-2000, la température annuelle moyenne est de 11,3 °C, avec une amplitude thermique annuelle de 15,3 °C. Le cumul annuel moyen de précipitations est de 678 mm, avec 10,9 jours de précipitations en janvier et 7,7 jours en juillet. Pour la période 1991-2020, la température moyenne annuelle observée sur la station météorologique la plus proche, située sur la commune de Brétigny-sur-Orge à 10 km à vol d'oiseau, est de 11,9 °C et le cumul annuel moyen de précipitations est de 628,9 mm,. Pour l'avenir, les paramètres climatiques de la commune estimés pour 2050 selon différents scénarios d'émission de gaz à effet de serre sont consultables sur un site dédié publié par Météo-France en novembre 2022.

## Urbanisme

### Typologie
Au 1er janvier 2024, Bouray-sur-Juine est catégorisée ceinture urbaine, selon la nouvelle grille communale de densité à sept niveaux définie par l'Insee en 2022.
Elle appartient à l'unité urbaine d'Étréchy, une agglomération intra-départementale regroupant six  communes, dont elle est une commune de la banlieue,,. Par ailleurs, Bouray est  une des 1 929 communes de l'aire d'attraction de Paris,,,.

### Occupation des sols
| Type d’occupation           | Pourcentage | Superficie (en hectares) |
| --------------------------- | ----------- | ------------------------ |
| Espace urbain construit     | 9,3 %       | 67,37                    |
| Espace urbain non construit | 4,5 %       | 32,52                    |
| Espace rural                | 86,2 %      | 622,91                   |
| Source : MOS-Iaurif 2008    |             |                          |

### Lieux-dits, écarts et quartiers
La commune de Bouray comprend le village, le Pavillon, les hameaux du Petit-Mesnil et du Petit Boinveau, ainsi que les châteaux de Mesnil-Voisin et de Frémigny.

### Habitat et logement
En 2019, le nombre total de logements dans la commune était de 916, alors qu'il était de 888 en 2014 et de 816 en 2009.
Parmi ces logements, 92,6 % étaient des résidences principales, 2,5 % des résidences secondaires et 4,9 % des logements vacants. Ces logements étaient pour 84,1 % d'entre eux des maisons individuelles et pour 15,6 % des appartements.
Le tableau ci-dessous présente la typologie des logements à Bouray-sur-Juine en 2019 en comparaison avec celle de l'Essonne et de la France entière. Une caractéristique marquante du parc de logements est ainsi une proportion de résidences secondaires et logements occasionnels (2,5 %) supérieure à celle du département (1,7 %) et à celle de la France entière (9,7 %). Concernant le statut d'occupation de ces logements, 79,7 % des habitants de la commune sont propriétaires de leur logement (81,6 % en 2014), contre 58,7 % pour l'Essonne et 57,5 pour la France entière.
| Typologie                                               | Bouray-sur-Juine | Essonne | France entière |
| ------------------------------------------------------- | ---------------- | ------- | -------------- |
| Résidences principales (en %)                           | 92,6             | 91,7    | 82,1           |
| Résidences secondaires et logements occasionnels (en %) | 2,5              | 1,7     | 9,7            |
| Logements vacants (en %)                                | 4,9              | 6,6     | 8,2            |

### Voies de communication et transports
- La gare de Bouray, située sur la commune de Lardy, est desservie par la Ligne C du RER d'Île-de-France.
- Les lignes de bus du réseau Essonne Sud Est assurent une liaison avec les villes de Bouray-sur-Juine, Janville-sur-Juine, Arpajon, Saint-Vrain, Itteville, Marolles-en-Hurepoix et Étampes. Le Noctilien s'y arrête également.

## Toponymie
Le nom de la localité est attesté sous la forme Bolreit vers l'an 1000.
Selon Marianne Mulon est issu du gaulois rito (gué), qui correspond au gallois rhy.
Bouray (Bourray au siècle dernier) dont la forme latine serait, d'après l'Abbé Gauthier, Bosreïum, et d'après M. Hippolyte Cocheris (Conservateur de la Bibliothèque Mazarine, Conseiller général du département de Seine-et-Oise), Borretum ou Borrotum, est aussi désigné dans certains actes sous le nom de Bosrü.
Selon Albert Dauzat, la forme originelle serait Borracum, d'un nom d'homme gaulois Borrus avec le suffixe -acum.
À défaut de pont, on a utilisé des gués, en gaulois rito (qui correspond au gallois rhyd). Est-ce rito qui apparaît dans le nom de Bouray-sur-Juine ? Vers l'an 1000, c'est Bolreit et il est vrai que c'est un important site archéologique gaulois, connu en particulier pour son "Dieu celtique de Bouray", statuette de cuivre trouvée dans la Juine.
À Bouray, la route d'Arpajon à la Ferté-Alais franchit la Juine.
En 1793, le village est érigé en commune sous le nom de Bourray, le bulletin des lois de 1801 enlève un « r ». La mention de la rivière la Juine a été ajoutée en par le décret du 6 août 1922,.

## Histoire

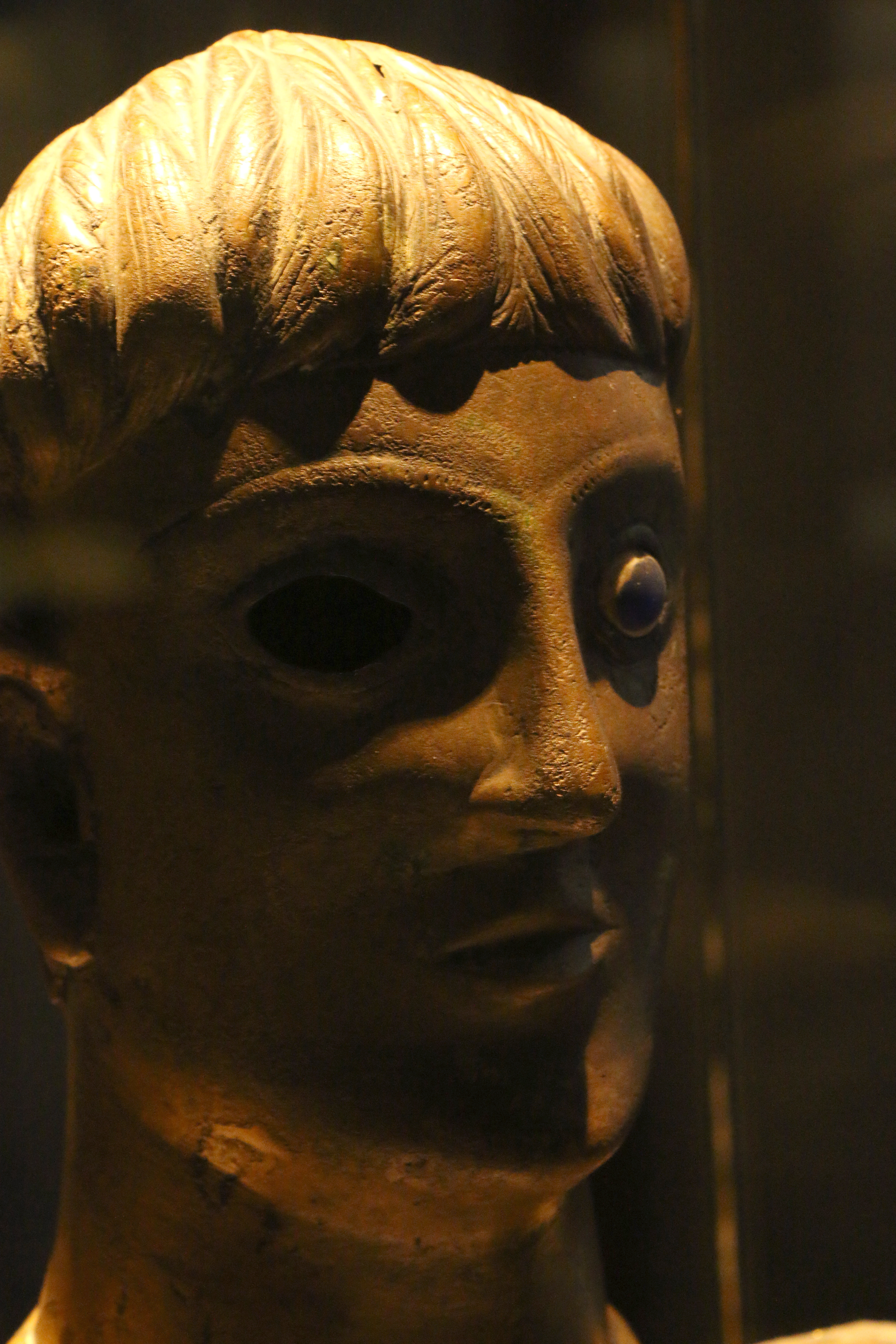
Détail du Dieu de Bouray.

La statue de bronze du Ier siècle av. J.-C., découverte en 1845 lors de travaux dans le lit de la Juine, atteste l'ancienneté de l'habitat à Bouray.
Les seigneurs connus en sont Pierre de Bouray au XIIIe siècle et Louis de Rabondanges au XVIe siècle, propriétaires du château de Mesnil-Voisin (reconstruit au XVIIe siècle). Le moulin, édifié au Moyen Âge, est reconstruit plus tard, au XXe siècle, par Jules Aubin et est exploité jusqu'en 1968.
En 2016, les communes de Lardy et Bouray-sur-Juine ont envisagé de fusionner en créant la commune nouvelle de Mesnil-sur-Juine. Le conseil municipal de Lardy a rejeté ce projet lors de sa séance de décembre 2016.

## Politique et administration

### Rattachements administratifs et électoraux
Jusqu’à la loi du 10 juillet 1964, la commune faisait partie depuis la Révolution française du département de Seine-et-Oise. Le redécoupage des anciens départements de la Seine et de Seine-et-Oise fait que la commune appartient désormais à l'Essonne à la suite d'un transfert administratif effectif le 1er janvier 1968, et à son arrondissement d'Étampes. Pour l'élection des députés, elle fait partie de la troisième circonscription de l'Essonne.
Elle faisait partie jusqu'en 1967 du canton de La Ferté-Alais de Seine-et-Oise. En 1967, elle est rattachée au canton d'Étréchy de l'Essonne, puis, dans le cadre du redécoupage cantonal de 2014 en France, la commune est intégrée au canton d'Arpajon.

### Intercommunalité
La commune est membre de la communauté de communes Entre Juine et Renarde créée fin 2003 et qui succédait au Syndicat intercommunal d'études et de programmation du canton d’Étréchy (SIEP).

### Tendances et résultats politiques
Élections présidentielles, résultats des deuxièmes tours :
- Élection présidentielle de 2002 : 83,16 % pour Jacques Chirac (RPR), 16,84 % pour Jean-Marie Le Pen (FN), 82,96 % de participation[24].
- Élection présidentielle de 2007 : 53,45 % pour Nicolas Sarkozy (UMP), 46,55 % pour Ségolène Royal (PS), 88,79 % de participation[25].
- Élection présidentielle de 2012 : 51,15 % pour François Hollande (PS), 48,85 % pour Nicolas Sarkozy (UMP), 85,24 % de participation[26].

Élections législatives, résultats des deuxièmes tours :
- Élections législatives de 2002 : 51,41 % pour Yves Tavernier (PS), 48,59 % pour Geneviève Colot (UMP), 65,52 % de participation[27].
- Élections législatives de 2007 : 51,08 % pour Geneviève Colot (UMP), 48,92 % pour Brigitte Zins (PS), 63,77 % de participation[28].
- Élections législatives de 2012 : 54,13 % pour Michel Pouzol (PS), 45,87 % pour Geneviève Colot (UMP), 59,45 % de participation[29].

Élections européennes, résultats des deux meilleurs scores :
- Élections européennes de 2004 : 29,61 % pour Harlem Désir (PS), 12,01 % pour Patrick Gaubert (UMP), 46,63 % de participation[30].
- Élections européennes de 2009 : 20,83 % pour Daniel Cohn-Bendit (Les Verts), 18,60 % pour Michel Barnier (UMP), 47,28 % de participation[31].

Élections régionales, résultats des deux meilleurs scores :
- Élections régionales de 2004 : 56,17 % pour Jean-Paul Huchon (PS), 33,26 % pour Jean-François Copé (UMP), 70,51 % de participation[32].
- Élections régionales de 2010 : 61,66 % pour Jean-Paul Huchon (PS), 38,34 % pour Valérie Pécresse (UMP), 55,19 % de participation[33].

Élections cantonales, résultats des deuxièmes tours :
- Élections cantonales de 2004 : 64,15 % pour Claire-Lise Campion (PS), 35,85 % pour Denis Meunier (DVD), 71,58 % de participation[34].
- Élections cantonales de 2011 : 70,47 % pour Claire-Lise Campion (PS), 29,53 % pour Christine Dubois (UMP), 48,88 % de participation[35].

Référendums :
- Référendum de 2000 relatif au quinquennat présidentiel : 69,86 % pour le Oui, 30,14 % pour le Non, 31,14 % de participation[36].
- Référendum de 2005 relatif au traité établissant une Constitution pour l'Europe : 56,43 % pour le Non, 43,57 % pour le Oui, 77,97 % de participation[37].

### Liste des maires
Trente-sept maires se sont succédé à la tête de la commune de Bouray-sur-Juine depuis l'élection du premier en 1790 :

## Équipements et services publics

### Enseignement
Les établissements scolaires de Bouray-sur-Juine dépendent de l'académie de Versailles.
En 2010, la commune dispose sur son territoire de l'école maternelle de la Vallée Rossignol et de l'école élémentaire de la Porte aux Loups.

### Postes et télécommunications
En 2011, la commune dispose sur son territoire d'un  bureau de poste.

### Santé
Un médecin ainsi qu'un cabinet de dentiste sont implantés dans la commune. Les hôpitaux les plus proches sont ceux d'Arpajon et d'Étampes, sachant qu'il existe sur la commune une entreprise d'ambulances. Un Masseur-kinésithérapeute est également présent dans le village[Quand ?][réf. nécessaire].

## Population et société

### Démographie

#### Évolution démographique
L'évolution du nombre d'habitants est connue à travers les recensements de la population effectués dans la commune depuis 1793. Pour les communes de moins de 10 000 habitants, une enquête de recensement portant sur toute la population est réalisée tous les cinq ans, les populations de référence des années intermédiaires étant quant à elles estimées par interpolation ou extrapolation. Pour la commune, le premier recensement exhaustif entrant dans le cadre du nouveau dispositif a été réalisé en 2004.

En 2022, la commune comptait 2 077 habitants, en évolution de −6,4 % par rapport à 2016 (Essonne : +2,89 %, France hors Mayotte : +2,11 %).
| 1793 | 1800 | 1806 | 1821 | 1831 | 1836 | 1841 | 1846 | 1851 |
| ---- | ---- | ---- | ---- | ---- | ---- | ---- | ---- | ---- |
| 488  | 522  | 550  | 572  | 592  | 577  | 631  | 639  | 660  |

| 1856 | 1861 | 1866 | 1872 | 1876 | 1881 | 1886 | 1891 | 1896 |
| ---- | ---- | ---- | ---- | ---- | ---- | ---- | ---- | ---- |
| 688  | 692  | 695  | 700  | 755  | 785  | 614  | 647  | 706  |

| 1901 | 1906 | 1911 | 1921 | 1926 | 1931 | 1936 | 1946 | 1954 |
| ---- | ---- | ---- | ---- | ---- | ---- | ---- | ---- | ---- |
| 699  | 725  | 689  | 682  | 705  | 720  | 671  | 720  | 726  |

| 1962 | 1968 | 1975  | 1982  | 1990  | 1999  | 2004  | 2006  | 2009  |
| ---- | ---- | ----- | ----- | ----- | ----- | ----- | ----- | ----- |
| 758  | 758  | 1 459 | 1 587 | 1 706 | 1 867 | 1 934 | 1 927 | 1 931 |

| 2014  | 2019  | 2022  | - | - | - | - | - | - |
| ----- | ----- | ----- | - | - | - | - | - | - |
| 2 202 | 2 113 | 2 077 | - | - | - | - | - | - |

#### Pyramide des âges
En 2018, le taux de personnes d'un âge inférieur à 30 ans s'élève à 34,4 %, soit en dessous de la moyenne départementale (39,9 %). À l'inverse, le taux de personnes d'âge supérieur à 60 ans est de 23,5 % la même année, alors qu'il est de 20,1 % au niveau départemental.
En 2018, la commune comptait 1 049 hommes pour 1 099 femmes, soit un taux de 51,16 % de femmes, légèrement supérieur au taux départemental (51,02 %).
Les pyramides des âges de la commune et du département s'établissent comme suit.
| Hommes | Classe d’âge | Femmes |
| ------ | ------------ | ------ |
| 0,7    | 90 ou +      | 0,5    |
| 5,5    | 75-89 ans    | 7,4    |
| 16,2   | 60-74 ans    | 16,7   |
| 23,5   | 45-59 ans    | 22,6   |
| 18,2   | 30-44 ans    | 19,9   |
| 16,3   | 15-29 ans    | 16,7   |
| 19,6   | 0-14 ans     | 16,2   |

| Hommes | Classe d’âge | Femmes |
| ------ | ------------ | ------ |
| 0,5    | 90 ou +      | 1,4    |
| 5,4    | 75-89 ans    | 7,2    |
| 12,9   | 60-74 ans    | 13,9   |
| 20     | 45-59 ans    | 19,4   |
| 19,9   | 30-44 ans    | 20,1   |
| 20     | 15-29 ans    | 18,2   |
| 21,3   | 0-14 ans     | 19,8   |

### Cultes
La paroisse catholique de Bouray-sur-Juine est rattachée au secteur pastoral de la Vallée de la Juine-Étréchy et au diocèse d'Évry-Corbeil-Essonnes. Elle dispose de l'église Saint-Pierre-ès-Liens.

### Médias
L'hebdomadaire Le Républicain relate les informations locales. La commune est en outre dans le bassin d'émission des chaînes de télévision France 3 Paris Île-de-France Centre, IDF1 et Téléssonne intégré à Télif.

## Économie

### Emplois, revenus et niveau de vie
En 2010, le revenu fiscal médian par ménage était de 44 018 €, ce qui plaçait Bouray-sur-Juine au 1 046e rang parmi les 31 525 communes de plus de 39 ménages en métropole.
| Répartition des emplois par catégories socioprofessionnelles en 2006. |              |                                           |                                                   |                            |                          |                           |
|                                                                       | Agriculteurs | Artisans, commerçants, chefs d’entreprise | Cadres et professions intellectuelles supérieures | Professions intermédiaires | Employés                 | Ouvriers                  |
| Bouray-sur-Juine                                                      | -            | -                                         | -                                                 | -                          | -                        | -                         |
| Zone d'emploi de Dourdan                                              | 0,7 %        | 6,0 %                                     | 18,9 %                                            | 28,5 %                     | 26,3 %                   | 19,6 %                    |
| Moyenne nationale                                                     | 2,2 %        | 6,0 %                                     | 15,4 %                                            | 24,6 %                     | 28,7 %                   | 23,2 %                    |
| Répartition des emplois par secteurs d’activités en 2006.             |              |                                           |                                                   |                            |                          |                           |
|                                                                       | Agriculture  | Industrie                                 | Construction                                      | Commerce                   | Services aux entreprises | Services aux particuliers |
| Bouray-sur-Juine                                                      | -            | -                                         | -                                                 | -                          | -                        | -                         |
| Zone d'emploi de Dourdan                                              | 1,7 %        | 10,4 %                                    | 7,5 %                                             | 11,8 %                     | 21,6 %                   | 6,9 %                     |
| Moyenne nationale                                                     | 3,5 %        | 15,2 %                                    | 6,4 %                                             | 13,3 %                     | 13,3 %                   | 7,6 %                     |
| Sources : Insee,                                                      |              |                                           |                                                   |                            |                          |                           |

## Culture locale et patrimoine

### Patrimoine environnemental
Les berges de la Juine au nord du territoire et les bois au sud et à l'est du bourg ont été recensés au titre des espaces naturels sensibles par le conseil général de l'Essonne. Bouray-sur-Juine s'est engagée depuis quelques années dans une politique locale ayant pour but de valoriser l'environnement de la région. Partie prenante du ramassage sélectif depuis 10 ans, Bouray-sur-Juine fait aussi partie du Parc naturel régional du Gâtinais français.
Depuis le 18 juillet 2008, l'éclairage public est complètement éteint sur toute la commune, de minuit à 5h30 (6h30 samedi et dimanche) par décision de la municipalité. L'extinction de l'éclairage public une partie de la nuit permet des économies substantielles d'énergie, mais participe également à la préservation des espèces animales nocturnes. De nombreuses communes voisines, également soutenues par l'action du Parc Naturel Régional du Gâtinais Français, ont également par la suite initié cette démarche de réduction de l'éclairage public. De nombreuses questions ont été soulevées quant à l'impact de l'extinction sur la sécurité des biens et des personnes. Après plusieurs années de pratique, il n'a été constaté aucune hausse de faits de cambriolages ou d'agressions sur les personnes, et aucun accident ou incident de circulation n'est à imputer à l'extinction de l'éclairage public.
La restauration des bords de la Juine, paisible rivière qui s'écoule vers la rivière de l'Essonne, permet des balades sympathiques.

### Lieux et monuments
- Une grotte ornée de gravures rupestres de la protohistoire est située au lieu-dit la Vallée Gommier a été inscrite aux monuments historiques le 6 novembre 1979[56].
- L'église Saint-Pierre-ès-Liens romane du XIe siècle a été inscrite aux monuments historiques  en 1950[57].

L'église Saint-Pierre-ès-Liens en 2013
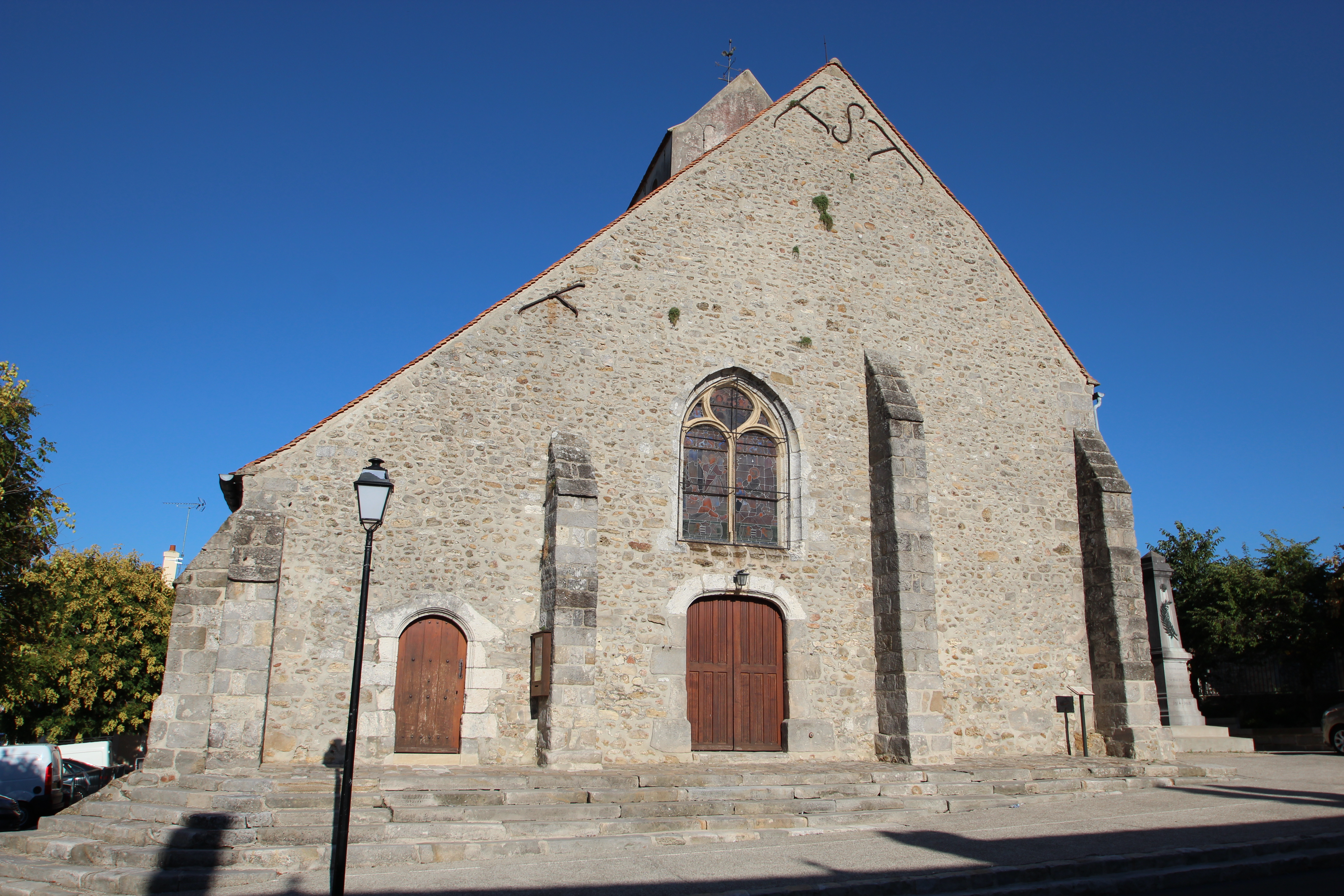
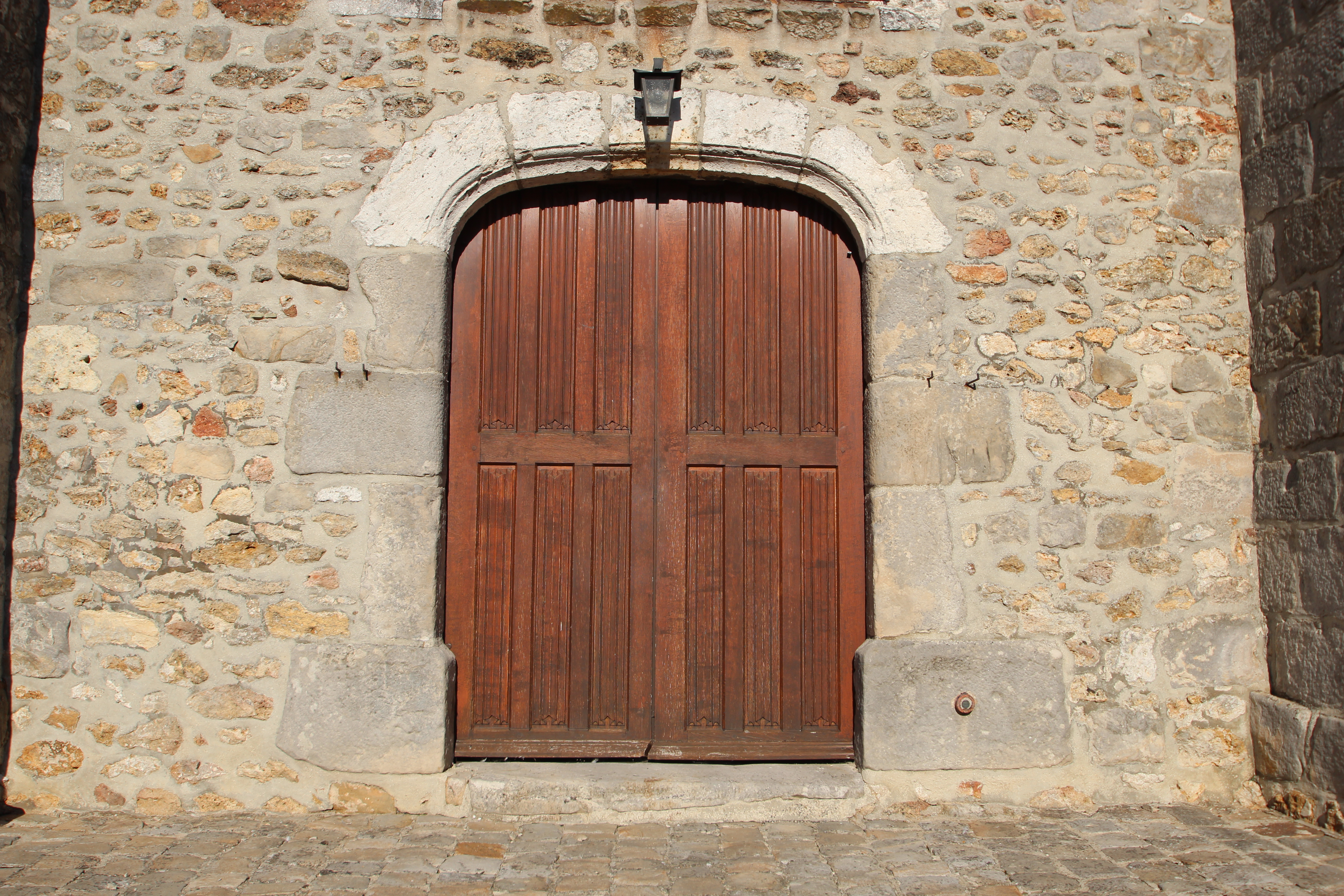
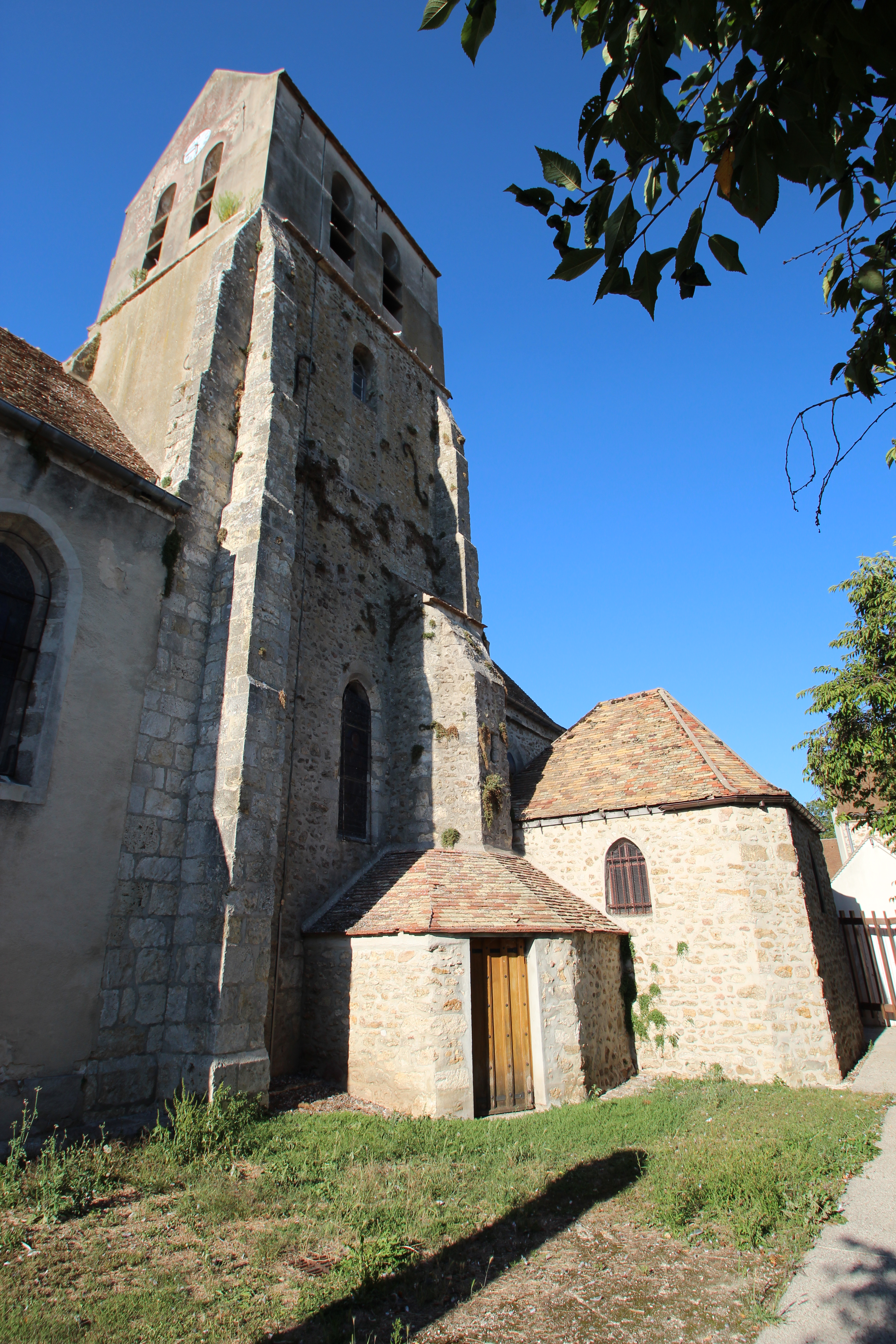
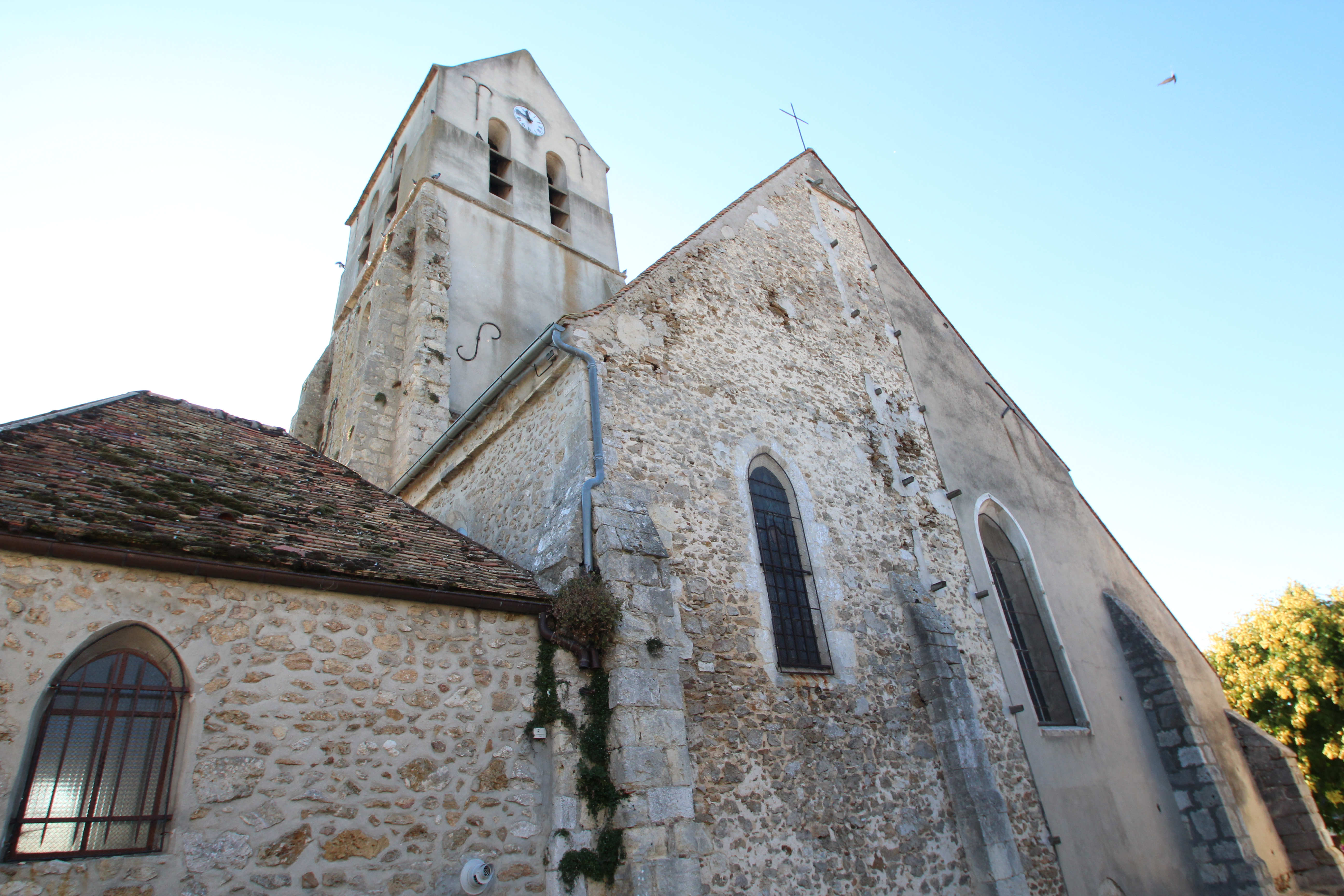

- Le château de Mesnil-Voisin du XVIIe siècle, les pavillons, les communs, le colombier et la chapelle ont été classés aux monuments historiques en 1980, puis inscrits en 1994 et 1995[58]. Son parc a été classé à cette même date[59]. Le château a été construit par le réputé maçon de la Creuse Michel Villedo[60].

Le château de Mesnil-Voisin
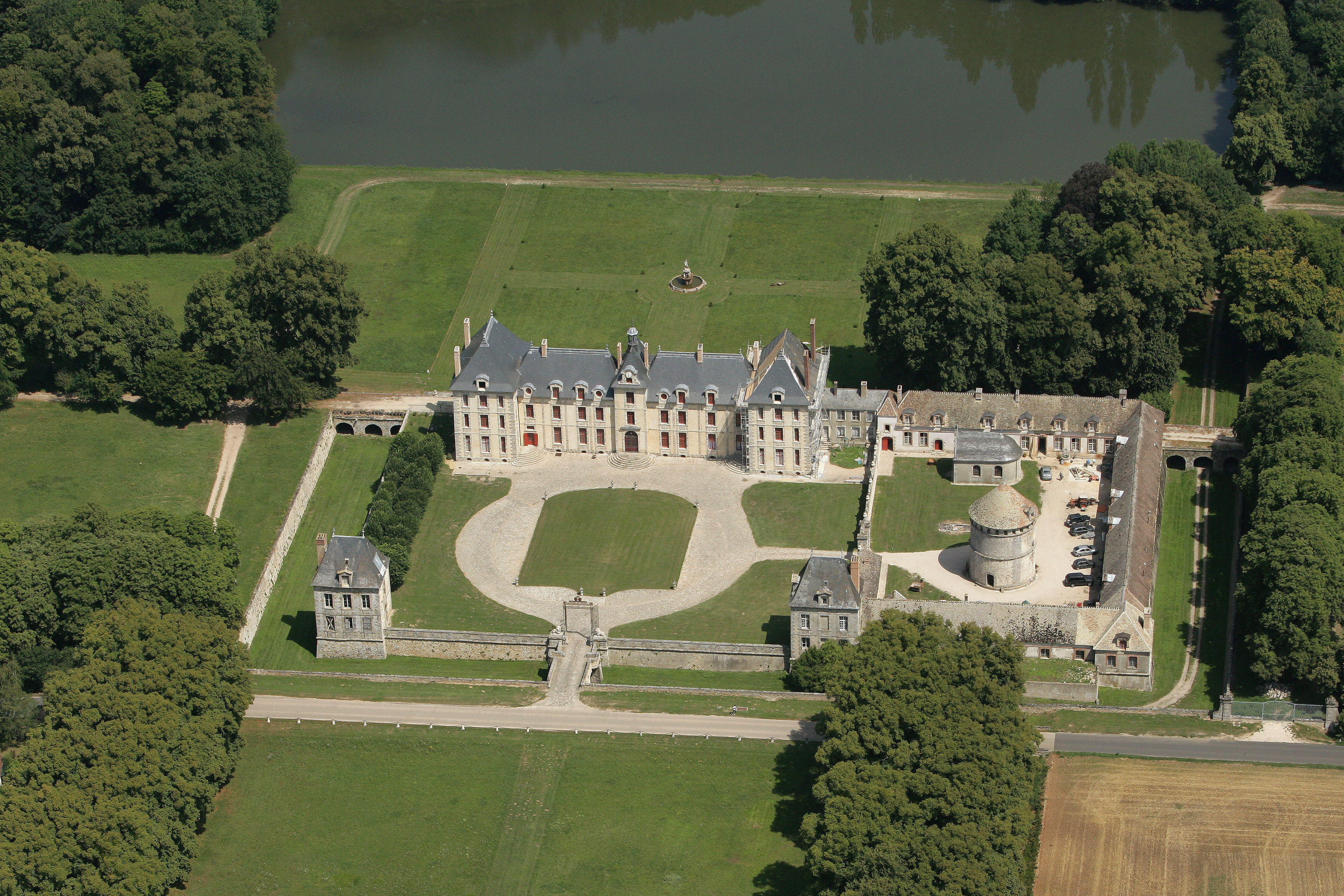
Vue aérienne
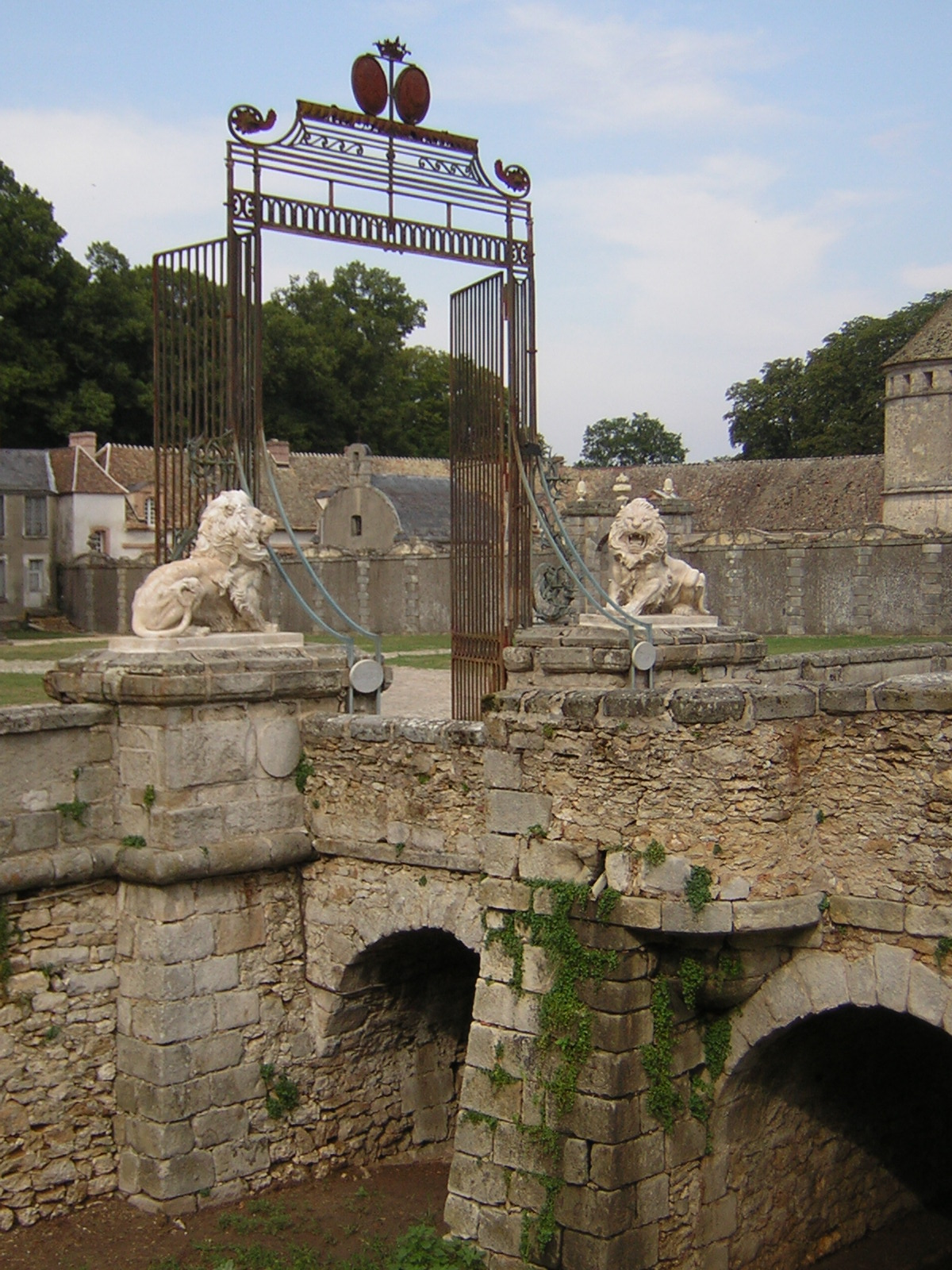
L'entrée
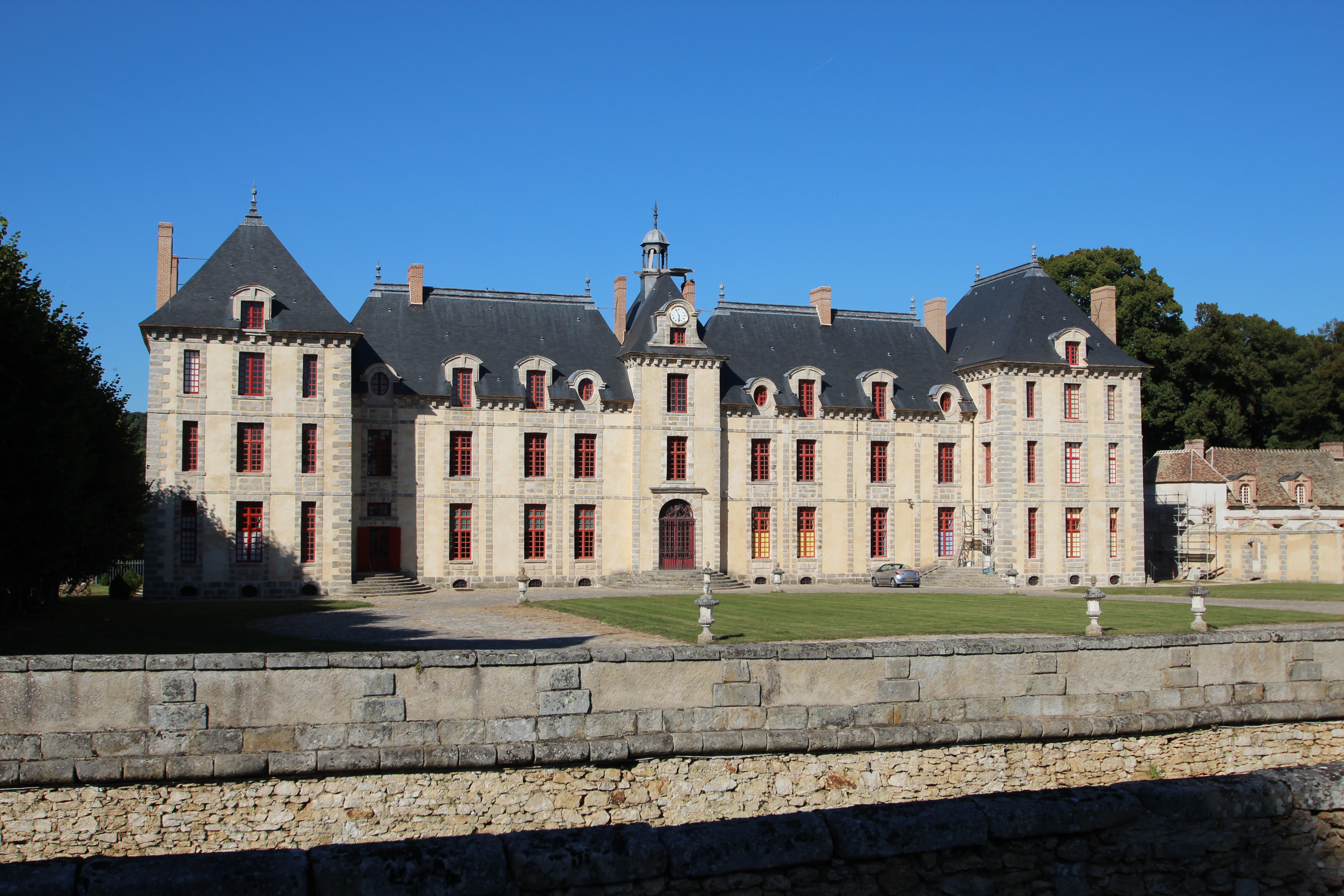
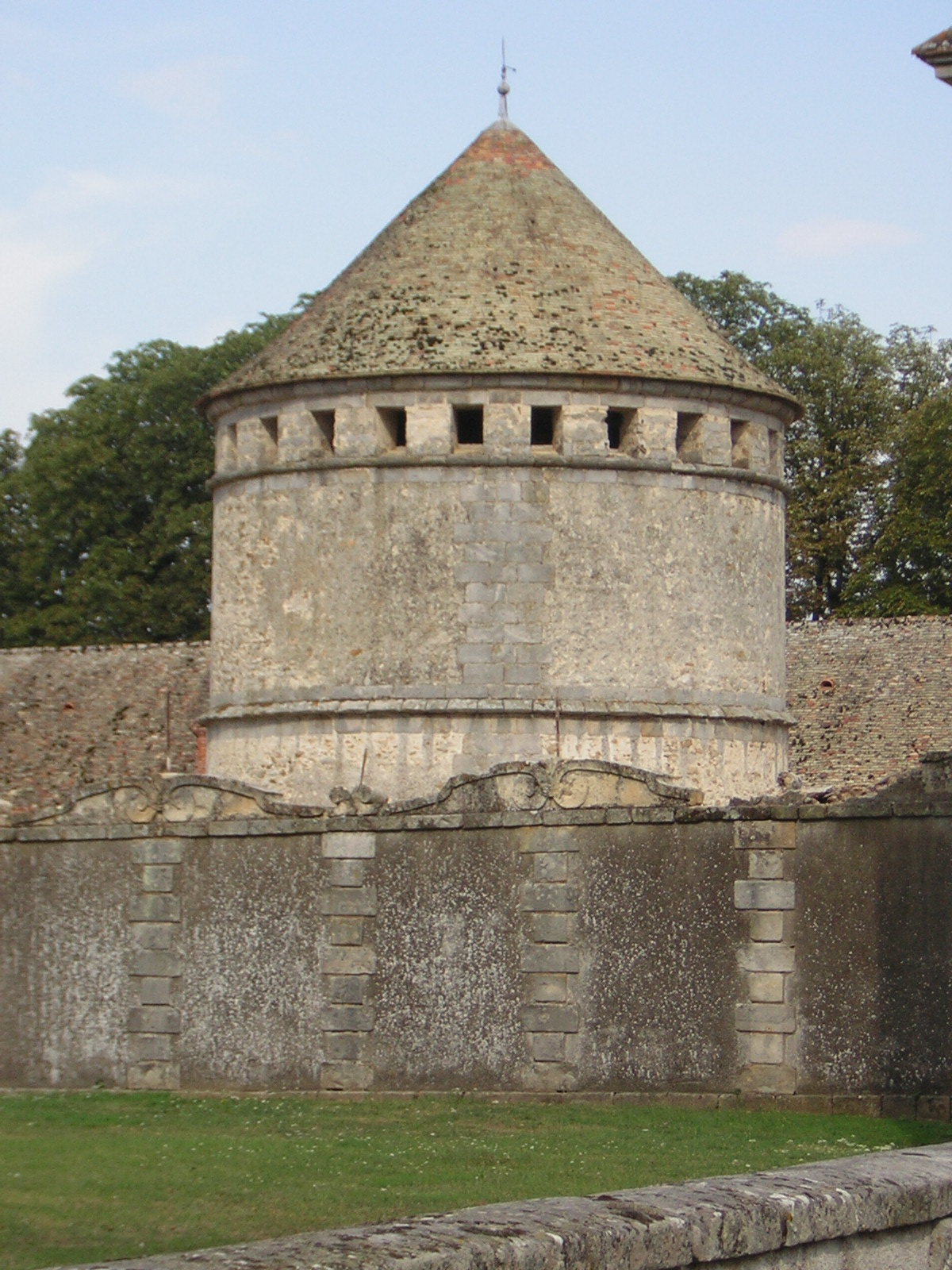
Le colombier.

- Un moulin historique faisant partie du Château de Mesnil-Voisin aujourd'hui disparu et dont on ne connaît pas l'emplacement exact[61], qui fonctionne entre  le XVIe siècle et le XXe siècle.

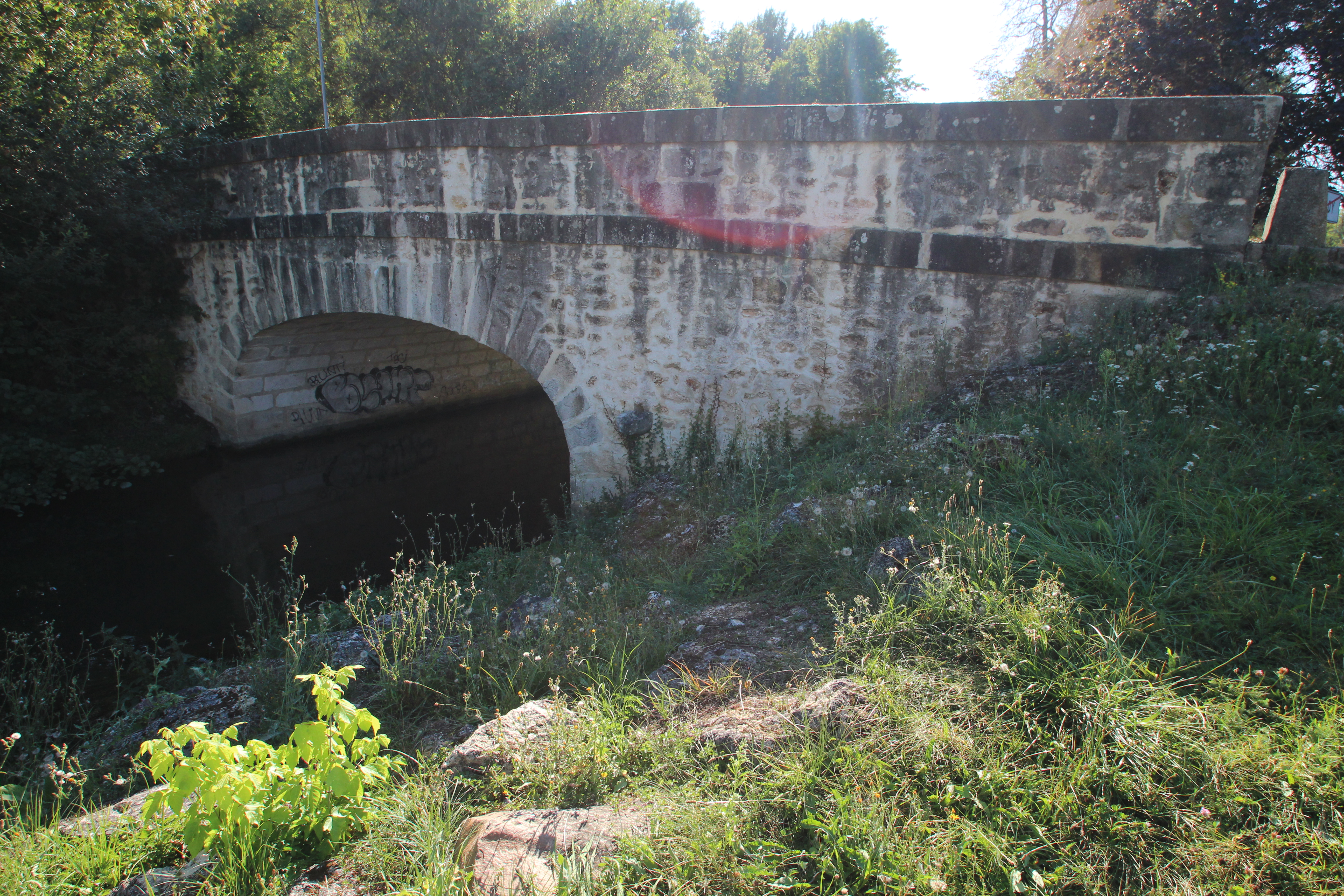
Le pont Comuel.

- Le pont Cornuel à la limite de Lardy construit en 1757 a été inscrit aux monuments historiques le 6 mars 1980[62].
- La minoterie dit « moulin de Bouray-sur-Juine » était un moulin à eau qui datait du début du XXe siècle. Resté longtemps désaffecté à la fin du XXe siècle, il a été détruit par les flammes le 4 décembre 2009[63]. La Juine fut une rivière très utilisée par les minotiers proches de Paris.
- Le Lavoir, restauré en 1999, se situe au bord de la Juine.
- Le château de Frémigny, dont l'établissement remonte à l'Antiquité. La toponymie nous enseigne que le domaine est d'origine gallo-romaine. La villa « FERMINIACUM ou FIRMINIACUM » appartenait à un riche praticien gallo-romain. Le château actuel date du consulat. Son style « à l'italienne » typique de l'époque imite l'antique avec les influences des campagnes d'Italie et d'Égypte : péristyle à colonnades, terrasses, perrons, escalier à balustre.

Le château de Frémigny
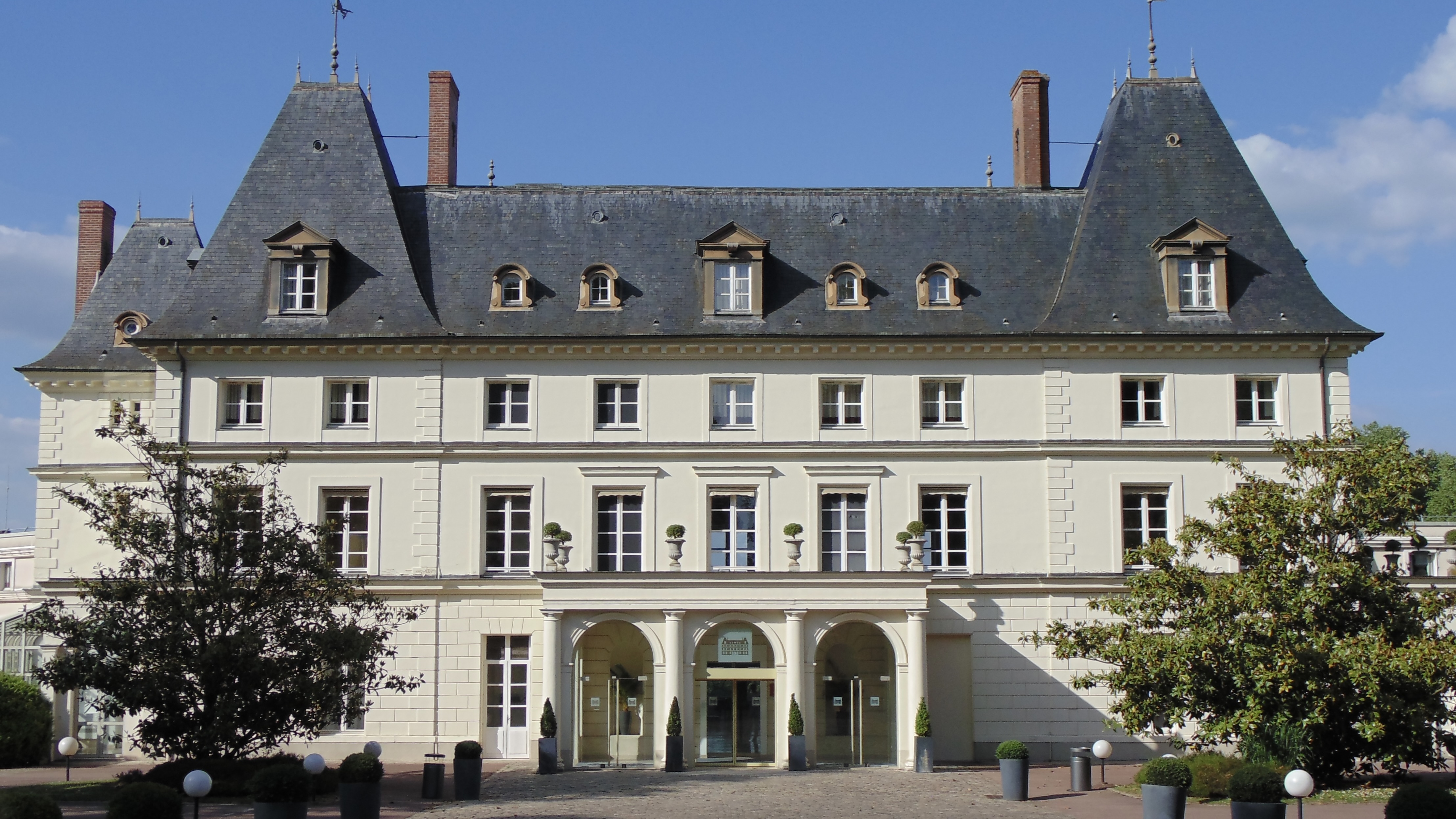
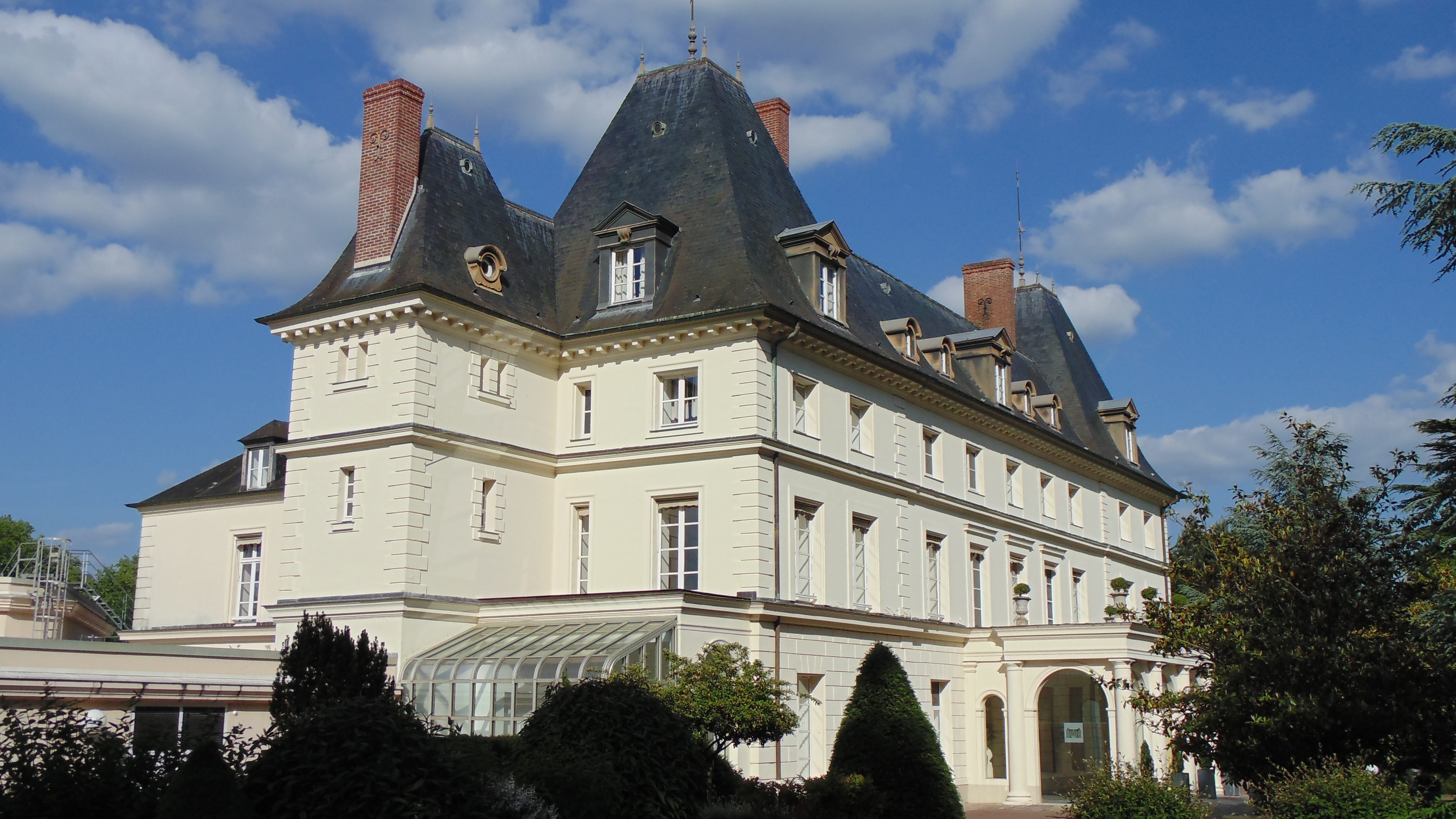
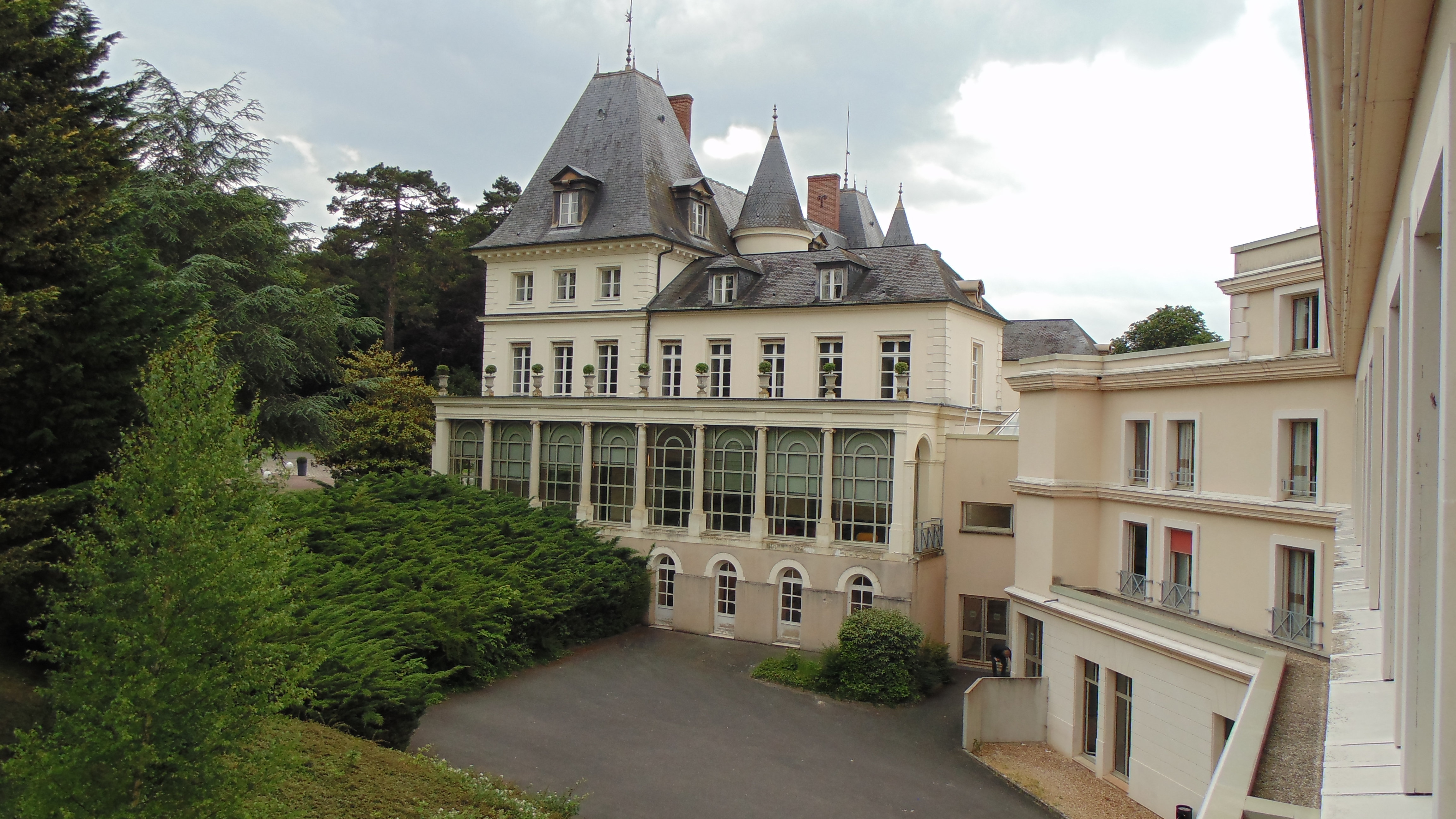
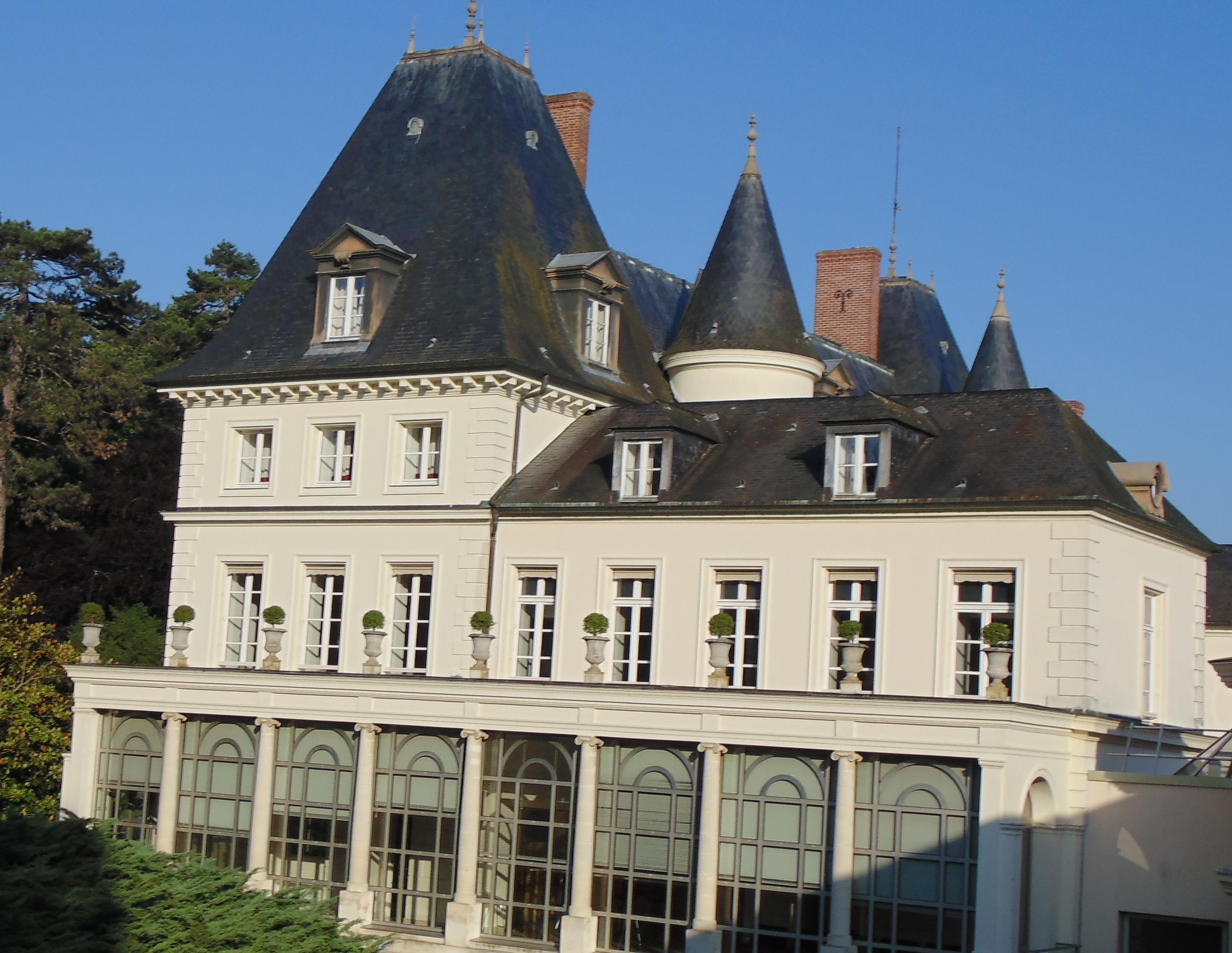

### Patrimoine historique

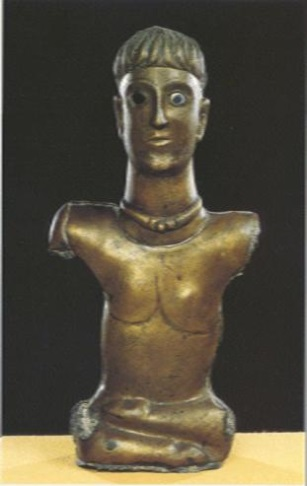
Copie de la Mairie.

- Le Dieu de Bouray : une statuette de bronze de 42 cm de hauteur représentant le dieu gaulois Cernunnos, qui symbolisait la renaissance, le renouveau de la nature et l’abondance. Par sa position assise en tailleur et le port du torque typiquement gaulois, il est le plus celtique des dieux panthéons indigènes[réf. nécessaire].

Généralement datée du Ier siècle av. J.-C., la statue est découverte en 1845 dans le parc du château de Mesnil-Voisin, lors d'un dragage de la Juine. Entreposée dans un placard de la lingerie de la marquise de Rougé, puis oubliée, elle est redécouverte en 1911. Le Musée d'archéologie nationale de Saint-Germain-en-Laye possède l'original depuis 1934, et une copie est exposée dans la salle du Conseil municipal, en mairie de Bouray-sur-Juine.
Le personnage est assis les jambes repliées, dans la pose dite bouddhique, imberbe, nu, le cou orné du torque gaulois (collier en fil de laiton ou de fer, roulé en cercle), parure aristocratique. Le torque fermé est un symbole de divinité.
Le torse est disproportionné. Les membres inférieurs qui paraissent atrophiés sont des pattes de cerf avec leurs sabots, intégrant à l’homme les attributs symboliques de l’animal sacré. La tête avec sa chevelure en mèches, à la gauloise, en bronze coulé, l'œil en émail témoignent de l’habileté des artisans gaulois. La tête est admirablement traitée, à la fois juste d’allure et de proportions, belle dans son expression figée, grave, hautaine.
Le « Dieu de Bouray » est exposé dans toutes les manifestations traitant de l’art celte. Les rives de la Juine furent un lieu de culte païen.

### Culture
Le Musée des Vieux Métiers, situé en plein cœur du village dans l'ancienne école de filles, regroupe plusieurs milliers d'objets du XVIIIe siècle et XIXe siècle et tente de retracer la vie et les métiers d'autrefois. On y trouve par exemple une ancienne salle de classe reconstituée, une épicerie, un foyer familial, mais également l'atelier d'un forgeron, celui d'un serrurier ou d'un maître tisserand. L'ambiance et les anecdotes des guides du musée permettent aux jeunes et au moins jeunes de découvrir les métiers de leurs ancêtres.
La médiathèque municipale se situe dans l'ancienne école de filles. Elle a été aménagée en 1997. Sont proposés de nombreux ouvrages, romans, essais, littérature pour la jeunesse, bandes-dessinées, mais aussi des CD de musique de tout genre.

### Personnalités liées à la commune
Différents personnages publics sont nés, décédés ou ont vécu à Bouray-sur-Juine :
- Michel Villedo (1598-1667), maçon y exerça.
- François Pierre Olivier de Rougé (1756-1816), ancien châtelain du Mesnil-Voisin, y est enterré.
- Augustin Perier (1773-1833), homme politique y vécut et y est mort.
- Richard-Gabriel Morris, inventeur en 1868 à Paris des colonnes publicitaires qui portent son nom[64], y bâtit une villa et y vécut[19].
- Henri Guybet (1936-), acteur y vit.
- Eva Joly (1943-), magistrate et femme politique, y vécut.
- Claire-Lise Campion (1951-), femme politique, en fut maire.